# Thomas Stålberg
Lars Thomas Tor Stålberg (tidigare Svensson), född 1956, är en svensk Illustratör, barnboks- och deckarförfattare, musiker och medielärare.
Förutom att illustrera och skriva barnböcker har Stålberg även arbetat för tidningarna Schlager, där han gjorde serien Schlagergnaager (1980–1987), och som tecknare i barntidningen Kamratposten, med illustrationer och serier för barn. Han har också tecknat karikatyrer och illustrationer i Aftonbladet, tidningen Vi och Dagens Nyheter där även serien Toddy och de många satiriska skämtteckningarna kallade Vrånga Vrån publicerades under 1990-talet. Under samma tid tecknade Stålberg serien Kampanjkork & kompani (manus Lars Esselius) i branschtidningen Resumé och serien Kepan & Smulan i lokaltidningen Södermalm. Från början av 2000-talet var han också tecknare i Svenska Mad. En serie med deckaren Sten Falk, Den blå Buddhan, publicerades som följetong i Dagens Nyheter sommaren 2006. Han var medarbetare i Expressens korsordsbilaga 1998-2015.
Det kännetecknade för alla hans konstnärliga verk är satiren och det grafiskt effektiva bildspråket. Barnböckerna är parodiska detektivhistorier, fulla av humor och spänning, med ett brett och mustigt persongalleri.
Stålberg är utbildad på Bildlärarinstitutet, Konstfackskolan, och på Stockholms universitet (filmvetenskap och litteraturvetenskap). Sedan 2006 hade han sin huvudsakliga sysselsättning som medielärare och  skolbibliotekarie. Stålberg gick i pension från skolan 2025, men har återtagit yrkesrollen som tecknare och författare.
Han har även spelat i diverse rockband, det mest kända hette Kung Tung (1974–1980). Detta band fick en fortsättning 1988 i en mer akustisk folkrock-inspirerad tappning, Prins Lätt. Stålberg bildade med tre tidigare medlemmar av Kung Tung en ny version av det gamla bandet 2013. Sångtexterna är oftast satiriska eller realistiska med många ordlekar och metaforer, vilket han själv kallar diskbänkssurrealism.

## Filmografi
- Sten Falk privatdetektiv: Ett utpressat sviskon (manus, regi). Kortfilm producerad av Stålberg Media och Igelkottfilm 2011.

## Diskografi
1. 1977 - Kung Tung: På Redit, LP, Ljudcenter
2. 1978 - Kung Tung: Det är ett kort liv men - det är våra liv! LP, MNW
3. 1978 - Kung Tung: Punk / Ät dina pengar och dö, 7”, Grisbäck
4. 1979 - Kung Tung: Jag är ett trafikljus / Två blodröda segel, 7”, MNW
5. 1979 - Musiknätet Waxholm 10 år (Kung Tung: Två blodröda segel) MNW
6. 1979 - Bröderna Lönn: Säg det i toner, LP, Musiklaget
7. 1988 - Prins Lätt: Kungarikets anarki etc, EP, His Masters Noice
8. 1989 - Kyssar från MNW (1969-89), CD (Kung Tung: Två blodröda segel) MNW
9. 1999 - Prins Lätt: Nåt att gnaga på, CD, SLASK/Boy Audio
10. 2001 - Kung Tung: Imperfekt (samling) CD, MNW
11. 2005 - Prins Lätt: Kungarikets Anarki + The Lost Tapes, CD, Boy Audio On Demand
12. 2014 - Kung Tung: Längre bort på livets väg, CD, Boy Audio

## Priser och utmärkelser
- Ture Sventon-priset Temmelburken 2005